# 捷秋希涅
49°55′54″N 35°39′22″E / 49.93167°N 35.65611°E
泰秋什奇內（烏克蘭語：Тетющине）是位於烏克蘭東部的村莊，由哈爾科夫州博霍杜希夫區的瓦爾基市鎮負責管轄。該村始建於1750年，面積6.06平方公里，海拔高度188米，2001年人口141，人口密度每平方公里23.3人。